# Jean-François Paul de Gondi

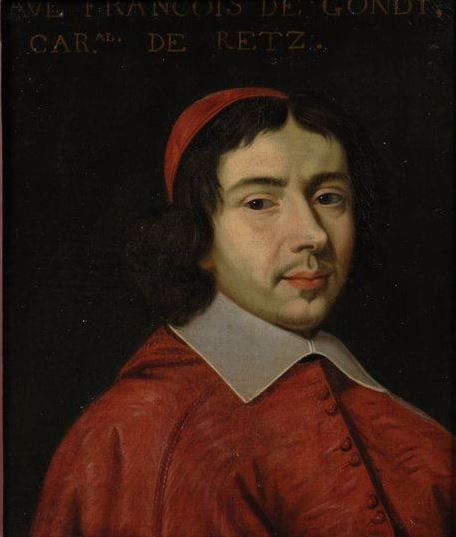
Kardinal de Retz (Porträt mit Inschrift, etwa 1652)

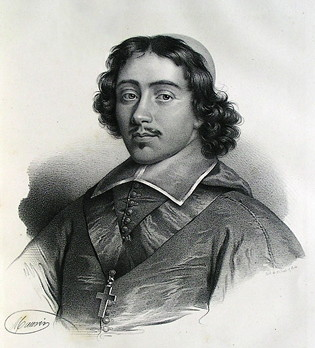
Jean-François Paul de Gondi als junger Kardinal

Jean-François Paul de Gondi, auch bekannt als Kardinal de Retz (getauft 20. September 1613 in Montmirail, heute im Département Marne; † 24. August 1679 in Paris), war ein französischer Adeliger, Geistlicher, Politiker und Kirchenfürst des 17. Jahrhunderts. Von 1654 bis 1662 war er nominell Erzbischof von Paris, aber im Exil. Seinen Nachruhm verdankt er vor allem seinen Memoiren.

## Leben
Retz (wie er in der französischen Geschichtsschreibung nach der Pays de Retz heißt) war Enkel eines italienischstämmigen Lyoneser Bankiers aus der Florentiner Familie de Gondi, der dank der Protektion von Katharina von Medici (ab 1533 Gattin und später lange Zeit mächtige Witwe von König Heinrich II.) zu hohen Ämtern und dem Titel eines Herzogs von Retz gelangt war und seinem Sohn, Retz’ Vater, zu einer hochadeligen Partie und einem Generalsposten verholfen hatte.
Da Retz nur zweitgeborener Sohn war und ein jüngerer Bruder seines Großvaters, Jean-François de Gondi, schon als Bischof amtierte, wurde er mit 10 tonsuriert. Als er 13 war, starb seine Mutter, und sein frommer Vater zog sich in ein Kloster zurück. Er selbst kam ins Internat des von Jesuiten geführten Pariser Collège de Clermont, wo er einem Klassenkameraden, dem späteren Literaten Gédéon Tallemant des Réaux, als streitsüchtig und geltungsbedürftig in Erinnerung blieb, aber auch ein sehr begabter Schüler war, der z. B. sechs Fremdsprachen lernte (darunter, für einen Franzosen damals ungewöhnlich, auch Deutsch). Nach Beendigung des Kollegs trat er lustlos sein Theologiestudium an, das ihn nicht hinderte, zugleich im adeligen Milieu Liebesabenteuern nachzugehen oder 1638 eine Erzählung um den Genueser Grafen Fiesco zu verfassen, dessen Rolle als Kopf einer Verschwörung gegen den Dogen Andrea Doria (1547) ihn offenbar faszinierte.
1638 schloss er das Studium mit Glanz ab, empfing die Priesterweihe und entwickelte sich in den Folgejahren zu einem erfolgreichen mondänen Prediger. Komplett ausgearbeitete Texte seiner Predigten sind jedoch nicht erhalten, wohl auch deshalb nicht, weil er offenbar weitgehend improvisierte.
Als der Hochadelige und Ehrgeizige, der er war, beschäftigte Retz sich aber nicht nur mit seinen kirchlichen Aufgaben und seinen Liebschaften, sondern vor allem mit der Politik, d. h. den Machtkämpfen vor und hinter den Kulissen am Hof. So beteiligte er sich 1638 und 1641 an den erfolglosen Intrigen der Königin Anna von Österreich und des Hochadels gegen den mächtigen Kardinal Richelieu. Nach dem Tod Richelieus (1642) und Königs Ludwig XIII. (1643) gelang es ihm, Stellvertreter und Koadjutor, also designierter Nachfolger, seines Großonkels zu werden, der inzwischen zum Erzbischof von Paris aufgestiegen war. Anfang 1644 wurde er auf seinem Stellvertreterposten zusätzlich zum Titularerzbischof von Korinth ernannt. Die Bischofsweihe spendete ihm am 31. Januar 1644 sein Onkel Jean-François de Gondi, der Erzbischof von Paris; Mitkonsekratoren waren Nicolas de Nets, der Bischof von Orléans, und Dominique Séguier, der Bischof von Meaux. Er war nun in Paris ein einflussreicher Mann, als der er auch Literaten und Künstler protegierte.
Die Beförderung Mazarins zum Kardinal und Minister durch die Königinmutter und nunmehr Regentin Anna von Österreich spornte seinen Ehrgeiz an, eine ähnliche Karriere zu versuchen. So beteiligte er sich von Anbeginn an als Akteur, aber auch als gefürchteter Pamphletist am Aufstand (1648–52) des Parlement de Paris und dann des Hochadels gegen Anna und Mazarin, der sogenannten Fronde. Hierbei wechselte er, zunächst glücklich, mehrfach die Seiten und wurde 1651 mit Hilfe Annas Kardinal. 1652 geriet er jedoch zwischen die Stühle und wurde im Dezember, bald nach der Rückkehr des jungen Königs Ludwig XIV. nach Paris, als Rädelsführer verhaftet und in die Festung Vincennes gebracht.
1654 starb sein Onkel, der Erzbischof, und de Gondi gedachte die ihm zustehende Nachfolge anzutreten. Doch der inzwischen für volljährig erklärte Ludwig war nicht gewillt, dies zuzulassen, vielmehr versuchte er, ihn zum Verzicht zu zwingen. Dieser lehnte aber ab und wurde daher in die ferne Provinz nach Nantes verlegt. Dort konnte er auf abenteuerliche Weise aus der Gefangenschaft fliehen und verließ Frankreich, nicht ohne einen fulminanten Protestbrief an die französischen Bischofskollegen zu richten. Seine Klagen verhallten jedoch wirkungslos und er blieb im Exil, das er unstet in Spanien, Italien, England, der Schweiz sowie (schließlich war er Kardinal) in Rom verlebte.
Schließlich wurde er von Ludwig XIV. begnadigt. 1662 zog er sich, nachdem er auf die Nachfolge seines Onkels verzichtet hatte, in das obere Schloss zu Commercy zurück, das 1640 durch Erbschaft in seinen Besitz gekommen war. Als weitere Entschädigung erhielt er die dortige reiche lothringische Abtei zugewiesen, blieb jedoch vom Hof ausgeschlossen. Immerhin wurde er von Ludwig mehrfach (1662, 1665, 1668 und 1670) in diplomatischen Missionen nach Rom geschickt oder bei Papstwahlen beauftragt, im Sinne Frankreichs zu agieren.
Auf dem Schloss fand er die Zeit und diktierte (1671–75?) seine Memoiren, die er einer anonymen adeligen Dame widmete, vermutlich Madame de Sévigné, deren Ehevertrag er 1644 mit abgezeichnet hatte und die 1664 einige Zeit sein Gast in Commercy gewesen war. Das Manuskript ist erhalten, weist aber einige Lücken auf.

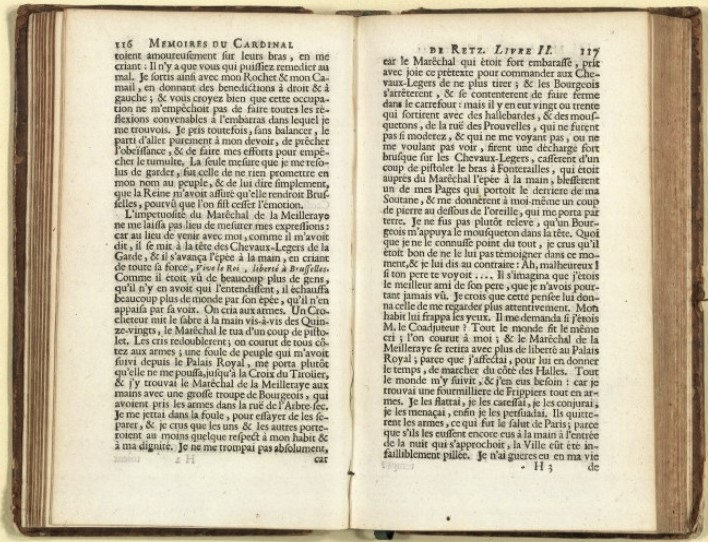
Die Mémoires erschienen 1717 in Amsterdam.

1675 wurde Kardinal von Retz fromm, was ihm etliche Zeitgenossen nicht abnehmen wollten. Er starb bei dem Besuch einer Nichte in Paris und wurde in der Basilika Saint-Denis beigesetzt, auf Befehl des Königs ohne die Inschrift seines Namens auf seiner Grabplatte.
Im Zentrum der Mémoires stehen die Jahre vor und während der Fronde, d. h. Kardinal Retz’ hohe Zeit als politischer Aktivist. Sie gelten als ein Meisterwerk der Gattung aufgrund der psychologischen Intuition, mit der der Kardinal beobachtet, seiner Präzision und Pointiertheit, mit der er formulieren kann, aber auch des Geschicks, mit dem er sich und seine Position in Szene setzt. Die Mémoires waren, als sie postum 1717 in der Umbruchstimmung nach König Ludwigs XIV. Tod erschienen, ein großer Publikumserfolg und wurden bis ins 19. Jahrhundert hinein als eine Art Lehrbuch der politischen Intrige und des Machtpokers gelesen.

## Memoiren
- Jean François Paul de Gondi de Retz: Mémoires du cardinal de Retz: contenant ce qui s’est passé de plus remarquable en France, pendant les premières Années du regne de Louis XIV./4 Amsterdam, 1717 (Neuauflage Genf 1779 als Digitalisat bei der Bayerischen Staatsbibliothek digitale-sammlungen.de)
- Die Denkwürdigkeiten des Kardinals von Retz nach einer alten anonymen Übersetzung mit Einleitung und vielen Ergänzungen herausgegebenen von Benno Rüttenauer. 3 Bände. München 1913.
- Kardinal Retz: Aus den Memoiren (= Exempla classica Band 79, ZDB-ID 2181206-8). Deutsch von Walter M. Guggenheimer. Mit einem Nachwort von Walter Boehlich. Fischer Bücherei, Frankfurt am Main u. a. 1964.